# Małe Rycerowe

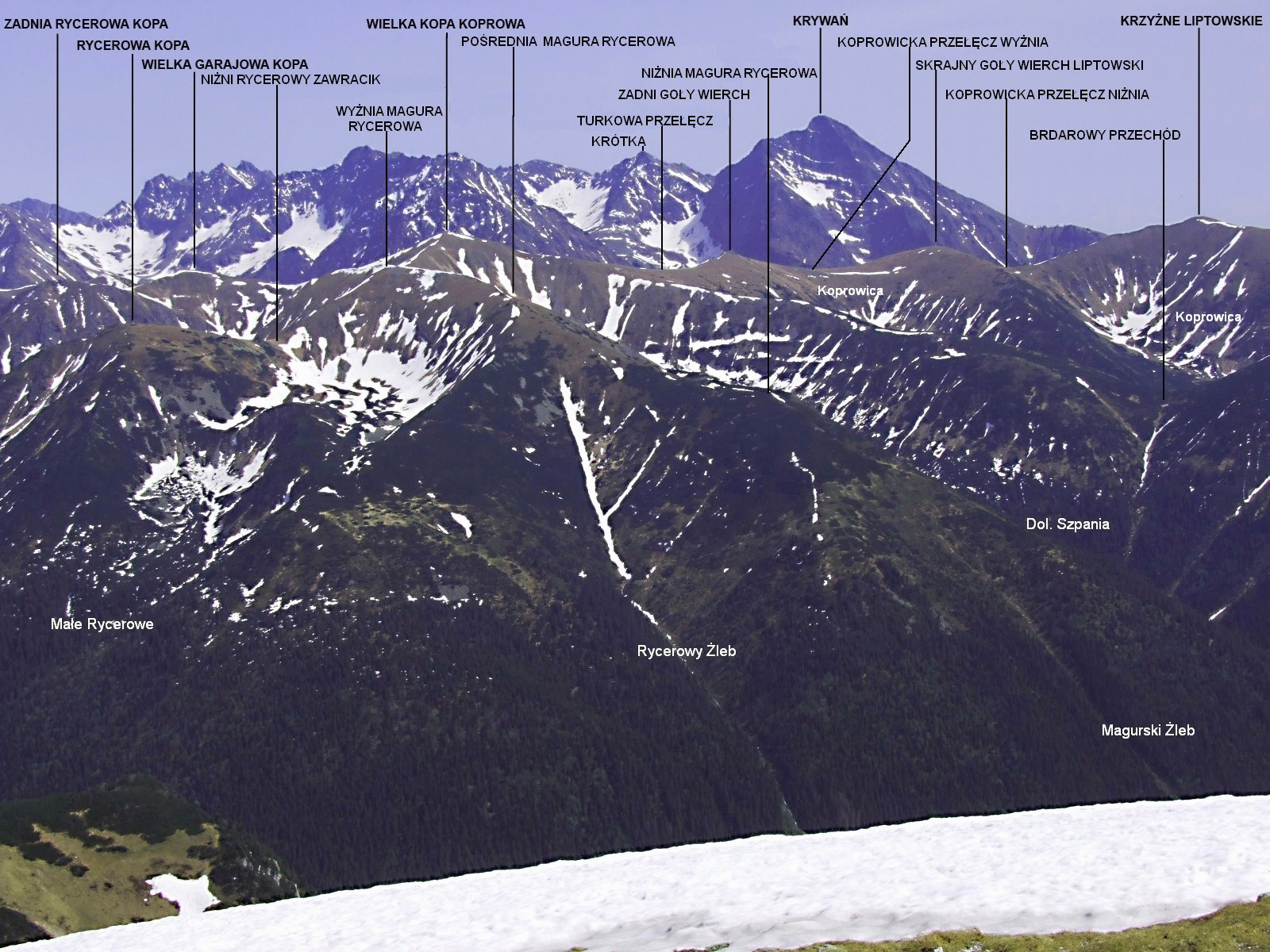
Widok z Małołączniaka

Małe Rycerowe (słow. Malé Licierovo) – orograficznie lewe odgałęzienie Doliny Cichej w Liptowskich Kopach w słowackich Tatrach. Jest to cyrk lodowcowy zawieszony około 400 m nad dnem Doliny Cichej w okolicach Liptowskiego Koszaru. Od południa otaczają go szczyty Wyżniej (1992 m) i Pośredniej Magury Rycerowej (1933 m), od wschodu Niżni Rycerowy Zawracik (1860 m) i Rycerowa Kopa (1901 m), od zachodu północno-zachodnie ramię Pośredniej Rycerowej Kopy. 
Według badań Janiny Mastalerzówny i Mieczysława Klimaszewskiego z 1930 r. w czasie ostatniego zlodowacenia w górnej części Małego Rycerowego znajdował się niewielki lodowiec wypełzający na dno Doliny Cichej, która wówczas nie była zlodowacona. Dnem dolinki spływa Mały Rycerowy Potok uchodzący do Cichej Wody. Zimą Małym Rycerowym spadają lawiny.
Małe Rycerowe przez ludzi odwiedzane jest bardzo rzadko. Na jego dnie są 4 niewielkie Rycerowe Stawki. Nigdy dotąd nie były opisywane, po raz pierwszy opisał je Władysław Cywiński w 2005 r. w przewodniku wspinaczkowym Tatry. Szpiglasowy Wierch. Według niego przynajmniej największy z nich jest zbiornikiem stałym; w wyjątkowo suchym październiku 2000 r. miał wymiary 10 × 15 m i głębokość 1 m.
Liptowskie Kopy są niedostępne turystycznie, od 1949 r. stanowią obszar ochrony ścisłej. Małe Rycerowe jest dobrze widoczne od polskiej strony, z czerwonego szlaku biegnącego główną granią Tatr od Czerwonych Wierchów na Świnicę.